# All-American Girl
„All-American Girl” este o piesă country a interepretei americane Carrie Underwood. Cântecul a fost inclus pe cel de-al doilea album de studio al artistei, Carnival Ride, fiind lansat ca cel de-al doilea disc single al materialului. „All-American Girl” a obținut locul 1 în Billboard Hot Country Songs, devenind cel de-al cincilea single al artistei ce ajunge în vârful clasamentului. De asemenea, discul a obținut clasări de top 50 în Canada și Statele Unite ale Americii. Înregistrarea s-a comercializat în peste un milion de exemplare în S.U.A., primind discul de platină.

## Clasamente
| Clasament                   | Poziția maximă | Referință |
| --------------------------- | -------------- | --------- |
| Canadian Country Singles    | 1              | [ 5 ]     |
| Canadian Digital Songs      | 65             | [ 6 ]     |
| Canadian Hot 100            | 45             | [ 3 ]     |
| Billboard Hot Country Songs | 1              | [ 2 ]     |
| Billboard Hot 100           | 27             | [ 2 ]     |
| Billboard Pop 100           | 50             | [ 2 ]     |
| Billboard Hot Digital Songs | 24             | [ 2 ]     |